# سیلوریو بلازی
سیلوریو بلازی (ایتالیایی: Silverio Blasi؛ ‏ ۱۷ نوامبر ۱۹۲۱ – ۲۷ آوریل ۱۹۹۵) یک هنرپیشه، فیلم‌نامه‌نویس، و کارگردان تلویزیونی اهل ایتالیا بود.
از فیلم‌ها یا برنامه‌های تلویزیونی که وی در آن نقش داشته‌است می‌توان به وقایع‌نگاری یک مرگ ازپیش‌اعلام‌شده، لاکی لوچانو، و درهای باز اشاره کرد.